# Los Guájares
Los Guájares es un municipio español situado en la parte septentrional de la Costa Granadina, en la provincia de Granada, comunidad autónoma de Andalucía. Limita con los municipios de Albuñuelas, El Valle, El Pinar, Vélez de Benaudalla, Salobreña, Molvízar, Ítrabo, Jete y Lentegí.
El municipio guajareño está formado por los núcleos de Guájar Faragüit, Guájar Fondón y Guájar Alto.

## Historia
Guájar Faragüit, Guájar Fondón y Guájar Alto fueron tres municipios independientes hasta que, en 1973, se fusionaron en uno solo llamado Los Guájares, recayendo la capitalidad municipal en el núcleo faragüilero.
Sus primeros pobladores fueron probablemente almohades que vivían en alquerías. Con la Reconquista, el territorio de este municipio fue repartido por los Reyes Católicos entre algunos de sus principales lugartenientes, correspondiendo Guájar Faragüit a Luis de Portocarrero y Guájar Fondón a Don Juan de Ulloa. Durante la llamada Guerra de las Alpujarras se vivió uno de sus episodios más sangrientos, al remontar las tropas del Marqués de Mondéjar el curso del río Toba con la orden de pasar a cuchillo a cuantos moriscos encontraran a su paso.
Tras la expulsión de los moriscos y la posterior repoblación del lugar con colonos de otras regiones —principalmente de La Mancha y del Reino de Jaén—, las alquerías que hasta entonces ocupaban el valle quedaron reducidas a los tres Guájares actuales, abandonado el antiguo poblado fortificado existente en el pago conocido actualmente con el nombre de El Castillejo.

## Geografía

### Situación
Integrado en la comarca de la Costa Granadina, se encuentra situado a 61 kilómetros de la capital provincial, a 126 de Almería, a 151 de Jaén y a 345 de Murcia.
| Noroeste: Albuñuelas     | Norte: Albuñuelas, El Valle y El Pinar  | Nordeste: El Pinar y Vélez de Benaudalla |
| Oeste: Lentegí           |                                         | Este: Vélez de Benaudalla                |
| Suroeste: Lentegí y Jete | Sur: Jete, Ítrabo, Molvízar y Salobreña | Sureste: Salobreña                       |

## Demografía
Los Guajares cuenta con una población de 1125 habitantes (INE 2024).
| Gráfica de evolución demográfica de Los Guajares entre 1981 y 2021 |
| |
| Población de derecho según los censos de población del INE Población de hecho según los censos de población del INEEn 1973 aparece este municipio porque se fusionan los municipios Güájar Alto, Güájar Faragüit y Güájar Fondón |

## Economía

### Evolución de la deuda viva municipal
| Gráfica de evolución de deuda viva del Ayuntamiento de Los Guájares entre 2008 y 2019                                |
| |
| Deuda viva del Ayuntamiento de Los Guájares en miles de euros según datos del Ministerio de Hacienda y Ad. Públicas. |